# Claire Foy
Pour les articles homonymes, voir Foy.
Claire Foy /klɛə fɔɪ/, née le 16 avril 1984 à Stockport (Grand Manchester), est une actrice britannique.
Après de nombreuses années d'études théâtrales, elle se tourne d'abord vers la télévision. Elle apparait dans La Petite Dorrit en 2008 aux côtés de Matthew Macfadyen ou encore dans les saisons 6 et 7 de la série Maitres et Valets aux côtés d'Eileen Atkins.
En 2017, sa carrière prend un important tournant médiatique et critique grâce à son rôle d'Élisabeth II dans The Crown qu'elle incarne pendant deux saisons avant de laisser sa place à Olivia Colman puis Imelda Staunton. Cette interprétation lui permet d'obtenir le Golden Globe de la meilleure actrice dans une série télévisée dramatique ainsi que l'Emmy Award à deux reprises. Elle revient dans la série comme invitée lors des saisons 4 et 6, dans des scènes de flashbacks. Ce rôle lui ouvre les portes du cinéma hollywoodien.
Parallèlement à la série, elle s'affirme au cinéma où elle apparaît dans de nombreux films à succès comme les biopics Breathe d'Andy Serkis (2017), First Man : Le premier homme sur la Lune de Damien Chazelle (2018), le drame horrifique Paranoïa de Steven Soderbergh (2018) ou encore Women Talking de Sarah Polley en 2022.

## Biographie
Claire Elizabeth Foy /klɛə əˈlɪzəbəθ fɔɪ/ naît le 16 avril 1984 à Stockport, dans le Grand Manchester. Sa mère, Caroline, est issue d'une famille irlandaise, ses grands-parents maternels sont originaires de Dublin et de Kildare.
Ses parents ont divorcé lorsqu'elle avait huit ans.
Elle grandit à Manchester et à Leeds. Elle a un frère, Robert Foy et une sœur Gemma Foy. Elle a une demi-sœur plus jeune issue du second mariage de son père.
Sa famille déménage ensuite à Longwick, dans le Buckinghamshire, pour le travail de son père en tant que vendeur pour Rank Xerox.
Elle fréquente l'université John Moores de Liverpool, où elle étudie l'art dramatique et le cinéma. Elle suit également une formation d'un an à l’Oxford School of Drama.

### Vie privée
Elle se marie en 2014 à l'acteur Stephen Campbell Moore, avec qui elle a joué dans Le Dernier des Templiers, et donne naissance en 2015 à une fille nommée Ivy Rose Moore. Ils divorcent en 2018.

### Carrière
En 2008, elle tient le premier rôle dans La Petite Dorrit, une mini-série de la BBC One. Il s'agit d'une adaptation par Andrew Davies du roman de même nom de Charles Dickens. Son interprétation lui vaut une nomination en 2009 pour le prix de la meilleure actrice de la Royal Television Society.
Après avoir joué dans plusieurs autres séries et téléfilms, elle fait ses débuts au cinéma en 2011 auprès de Nicolas Cage dans Le Dernier des Templiers de Dominic Sena.
En 2013, elle retourne sur les planches aux Trafalgar Studios (en) dans une pièce de William Shakespeare, Macbeth. Elle interprète Lady Macbeth aux côtés de James McAvoy qui tient le rôle-titre.
Elle continue dans la veine historique en jouant en 2014 dans Crossbones, une série du réseau NBC sur le pirate Barbe Noire, puis en interprétant en 2015 Anne Boleyn dans une mini-série de la BBC Two, Dans l'ombre des Tudors. Ce dernier rôle lui vaut d'être nommée pour le British Academy Television Award de la meilleure actrice l'année suivante.
En 2016, elle interprète la jeune reine Élisabeth II dans la série dramatique biographique The Crown de Peter Morgan sur Netflix. Sa prestation lui vaut le Golden Globe de la meilleure actrice dans une série dramatique, le Screen Actors Guild Award et le Primetime Emmy Award.
L'année d'après, elle reprend le rôle dans la deuxième saison, puis c'est l'actrice Olivia Colman qui prend la relève. Puis, elle joue le rôle de Diana Cavendish dans le drame biographique Breathe.
En 2018, elle tourne avec Steven Soderbergh le thriller psychologique Paranoïa présenté hors-compétition au festival international du film de Berlin. Elle joue ensuite l'épouse de Neil Armstrong dans First Man : Le Premier Homme sur la Lune de Damien Chazelle avec Ryan Gosling qui lui vaut plusieurs nominations dont le Golden Globe de la meilleure actrice dans un second rôle, le Critics' Choice Award et le British Academy of Film and Television Arts Award.
Puis elle reprend le rôle de Lisbeth Salander dans Millénium : Ce qui ne me tue pas de Fede Álvarez, adaptation du roman de même nom de David Lagercrantz.
En 2020, elle reprend le rôle de la jeune reine Élisabeth II dans le huitième épisode de la quatrième saison de The Crown. Sa performance lui vaut le Primetime Emmy Award de la meilleure actrice invitée dans une série dramatique.
L'année suivante, elle prête également ses traits à Margaret Whigham Duchesse d'Argyll au côté de Paul Bettany dans la mini-série A Very British Scandal. Au cinéma, elle joue dans le remake du film français Mon garçon, intitulé My Son toujours réalisé par Christian Carion et dans La Vie extraordinaire de Louis Wain de Will Sharpe.
En 2023, elle tourne aux côtés de Rooney Mara et Jessie Buckley dans le film Women Talking de Sarah Polley.

## Filmographie
Sauf indication contraire, les informations mentionnées dans cette section peuvent être confirmées par la base de données cinématographiques IMDb,  présente dans la section « Liens externes ».

### Cinéma

#### Années 2010
- 2011 : Le Dernier des Templiers (Season of the Witch) de Dominic Sena : Anna
- 2011 : Wreckers de Dictynna Hood : Dawn
- 2014 : Vampire Academy de Mark Waters : Sonya Karp
- 2014 :  Rosewater de Jon Stewart : Paola Gourley
- 2015 : The Lady in the Van de Nicholas Hytner : Lois
- 2017 : Breathe d'Andy Serkis : Diana Cavendish
- 2018 : Paranoïa (Unsane) de Steven Soderbergh : Sawyer Valentini
- 2018 : First Man : Le Premier Homme sur la Lune (First Man) de Damien Chazelle : Janet Armstrong
- 2018 : Millénium : Ce qui ne me tue pas (The Girl in the Spider's Web) de Fede Álvarez : Lisbeth Salander

#### Années 2020
- 2021 : My Son de Christian Carion : Joan Richmond
- 2021 : La Vie extraordinaire de Louis Wain (The Electrical Life of Louis Wain) de Will Sharpe : Emily Richardson-Wain
- 2023 : Women Talking de Sarah Polley : Salomé Friesen
- 2023 : Sans jamais nous connaître (All of Us Strangers) d'Andrew Haigh : Maman
- 2023 : Le Noël de Mog (Mog's Christmas) de Robin Shaw : Mrs Thomas (voix)

### Télévision

#### Séries télévisées
- 2008 : Being Human : La Confrérie de l'étrange (Being Human) : Julia Beckett
- 2008 : Doctors : Chloe Webster
- 2008 : La Petite Dorrit (Little Dorrit) : Amy Dorrit
- 2009 : 10 Minutes Tales : la femme
- 2010 : Timbré (Terry Pratchett's Going Postal) : Adora Belle Chercœur
- 2010 - 2012 : Maîtres et Valets (Upstairs Downstairs) : Lady Persephone Towyn
- 2011 : Le Serment (The Promise) : Erin Matthews
- 2012 : White Heat (en) : Charlotte Pew
- 2014 : Crossbones : Kate Balfour
- 2014 : The Great War : The People's Story : Helen Bentwich
- 2015 : Dans l'ombre des Tudors (Wolf Hall) : Anne Boleyn
- 2016 - 2023 : The Crown : Élisabeth II (Saisons 1 et 2 - rôle principal, saisons 4 à 6 - invitée ; 24 épisodes)
- 2021 : A Very British Scandal : Margaret Campbell, Duchesse d'Argyll

#### Téléfilms
- 2010 : Pulse de James Hawes (en) : Hannah Carter
- 2011 : Ronde de nuit (The Night Watch) de Richard Laxton : Helen Giniver
- 2012 : Hacks de Guy Jenkin (en) : Kate Loy
- 2014 : Frankenstein and the Vampyre: A Dark and Stormy Night de Philip Smith : La narratrice (voix)

#### Émissions
- 2018 : Saturday Night Live : Elle-même (Invitée)

## Distinctions

### Récompenses
- Golden Globes 2017 : Meilleure actrice dans une série dramatique pour son rôle d'Élisabeth II dans The Crown
- Screen Actors Guild Awards 2017 : Meilleure actrice dans une série dramatique pour son rôle d'Élisabeth II dans The Crown
- Emmy Awards 2018 : Meilleure actrice pour son rôle d'Élisabeth II dans The Crown
- Screen Actors Guild Awards 2018 : Meilleure actrice dans une série dramatique pour son rôle d'Élisabeth II dans The Crown
- Broadcasting Press Guild Awards 2018 : Meilleure actrice pour son rôle d'Élisabeth II dans The Crown
- Critics' Choice Movie Awards 2019 : #SeeHer Award
- WhatsOnStage Award for Best Actress in a Play 2020 : Meilleure actrice dans une pièce de théâtre pour Lungs
- Primetime Emmy Awards 2021 : Meilleure actrice invitée pour son rôle de la Princesse Élisabeth II dans The Crown

### Nominations
- 2009 : Royal Television Society Awards : Meilleure actrice pour son rôle d'Amy Dorrit dans La Petite Dorrit
- 2015 : Gold Derby Awards : Meilleur second rôle féminin dans une mini-série pour son rôle d’Anne Boleyn dans Dans l'ombre des Tudors
- 2015 : Critics' Choice Television Awards : Meilleur second rôle féminin dans une mini-série pour son rôle d’Anne Boleyn dans Dans l'ombre des Tudors
- 2016 : Festival de télévision de Monte-Carlo : Meilleure actrice dans un programme de fiction long pour son rôle d’Anne Boleyn dans Dans l'ombre des Tudors
- 2016 : Satellite Awards : Meilleure actrice de télévision dans une mini-série pour son rôle d’Anne Boleyn dans Dans l'ombre des Tudors
- 2016 : BAFTA Awards : Meilleure actrice pour son rôle d’Anne Boleyn dans Dans l'ombre des Tudors
- 2017 : BAFTA Awards : Meilleure actrice dans une série télévisée dramatique pour son rôle de la Reine Élisabeth II dans The Crown
- 2017 : Primetime Emmy Awards : Meilleure actrice dans une série dramatique pour son rôle de la Reine Élisabeth II dans The Crown
- 2017 : Screen Actors Guild Awards : Meilleure actrice dans une série dramatique pour son rôle de la Reine Élisabeth II dans The Crown
- 2017 : Broadcasting Press Guild Awards : Meilleure actrice pour son rôle de la Reine Élisabeth II dans The Crown
- 2017 : Gold Derby Awards : Meilleure actrice dans une série télévisée dramatique pour son rôle de la Reine Élisabeth II dans The Crown
- 2017 : Television Critics Association Awards : Bonne Interprétation de la Reine Élisabeth II dans The Crown
- 2018 : BAFTA Awards : Meilleure actrice dans une série télévisée dramatique pour son rôle de la Reine Élisabeth II dans The Crown
- 2018 : Golden Globe Awards : Meilleure actrice de télévision dans une série télévisée dramatique pour son rôle de la Reine Élisabeth II dans The Crown
- 2018 : Screen Actors Guild Awards : Meilleure actrice dans une série dramatique pour son rôle de la Reine Élisabeth II dans The Crown
- 2018 : Gold Derby Awards : Meilleure actrice dans une série télévisée dramatique pour son rôle de la Reine Élisabeth II dans The Crown
- 2018 : Critics' Choice Television Awards : Meilleure actrice dans une série télévisée dramatique pour son rôle de la Reine Élisabeth II dans The Crown
- 2018 : Dallas Fort Worth Film Critics Association : Meilleure actrice pour son rôle de Janet Armstrong dans First Man : Le Premier Homme sur la Lune (5ème place)
- 2018 : Florida Film Critics Circle : Meilleure actrice pour son rôle de Janet Armstrong dans First Man : Le Premier Homme sur la Lune (Finaliste)
- 2018 : Seattle Film Critics Society : Meilleure actrice pour son rôle de Janet Armstrong dans First Man : Le Premier Homme sur la Lune
- 2018 : Vancouver Film Critics Circle : Meilleure actrice pour son rôle de Janet Armstrong dans First Man : Le Premier Homme sur la Lune
- 2018 : Alliance of Women Film Journalists : Meilleure actrice pour son rôle de Janet Armstrong dans First Man : Le Premier Homme sur la Lune
- 2018 : Austin Film Critics Association : Meilleure actrice pour son rôle de Janet Armstrong dans First Man : Le Premier Homme sur la Lune
- 2018 : Georgia Film Critics Association : Meilleure actrice pour son rôle de Janet Armstrong dans First Man : Le Premier Homme sur la Lune
- 2019 : BAFTA Awards : Meilleure actrice dans un second rôle pour son rôle de Janet Armstrong dans First Man : Le Premier Homme sur la Lune
- 2019 : Golden Globe Awards : Meilleure actrice dans un second rôle pour son rôle de Janet Armstrong dans First Man : Le Premier Homme sur la Lune
- 2019 : Satellite Awards : Meilleure actrice dans un second rôle pour son rôle de Janet Armstrong dans First Man : Le Premier Homme sur la Lune
- 2019 : Critics' Choice Movie Awards : Meilleure actrice dans un second rôle pour son rôle de Janet Armstrong dans First Man : Le Premier Homme sur la Lune
- 2019 : Houston Film Critics Society : Meilleure actrice pour son rôle de Janet Armstrong dans First Man : Le Premier Homme sur la Lune
- 2019 : London Film Critics Circle : Meilleure actrice de l’année pour son rôle de Janet Armstrong dans First Man : Le Premier Homme sur la Lune
- 2019 : London Film Critics Circle : Meilleure actrice Britannique/Irlandaise de l'année pour son rôle de Janet Armstrong dans First Man : Le Premier Homme sur la Lune

## Voix francophones
En version française, Claire Foy est dans un premier temps doublée par Kelly Marot dans La Petite Dorrit, Maia Baran dans Timbré et Crossbones, ainsi que par Ingrid Donnadieu dans Le Dernier des Templiers, Anne Tilloy dans Le Serment, Anne Mathot dans Vampire Academy, Julia Faure dans Dans l'ombre des Tudors et Caroline Espargilière dans The Lady in the Van.
Par la suite, Adeline Moreau devient sa voix régulière à partir de la série The Crown, la retrouvant dans Breathe, Paranoïa, First Man, Millénium : Ce qui ne me tue pas, My Son ou encore Sans jamais nous connaître.
En version québécoise, elle est régulièrement doublée par Magalie Lépine-Blondeau  dans La sorcière noire, Vampire Académie, Le Premier Homme, Millénium : Ce qui ne me tue pas, Ce qu'elle disent. Elle est doublée à deux reprises par Rose Maïté-Erkoreka dans Inspire et Mon fils